# Vuolusjärvet (Jukkasjärvi socken, Lappland, 754144-178068)
Vuolusjärvet är en sjö i Kiruna kommun i Lappland och ingår i Torneälvens huvudavrinningsområde. Sjön är 40 meter djup, har en yta på 0,0568 kvadratkilometer och befinner sig 319 meter över havet.

## Delavrinningsområde
Vuolusjärvet ingår i det delavrinningsområde (753268-178957) som SMHI kallar för Ovan Nuorukkajoki. Medelhöjden är 329 meter över havet och ytan är 87,97 kvadratkilometer. Räknas de 2 avrinningsområdena uppströms in blir den ackumulerade arean 177,44 kvadratkilometer. Olosjoki som avvattnar avrinningsområdet har biflödesordning 3, vilket innebär att vattnet flödar genom totalt 3 vattendrag innan det når havet efter 304 kilometer. Avrinningsområdet består mestadels av skog (87 procent) och sankmarker (10 procent). Avrinningsområdet har 0,83 kvadratkilometer vattenytor vilket ger det en sjöprocent på 0,9 procent.